# Eve Stephenson
Eve Stephenson (18 de setembre de 1969) va ser una ciclista estatunidenca. Va aconseguir quatre medalles, una d'elles d'or, als Campionat del Món de contrarellotge per equips.

## Palmarès
- 1990
  - Vencedora d'una etapa a la Women's Challenge
- 1991
  - Vencedora d'una etapa a la Natural State Stage Race
  - Vencedora d'una etapa a la Ster der Vogezen
- 1992
  -  Campiona del món en contrarellotge per equips (amb Danute Bankaitis-Davis, Janice Bolland i Jeanne Golay)
  - 1a a la Women's Challenge
- 1993
  - 1a al Tour de Toona i vencedora de 2 etapes
  - Vencedora d'una etapa al Fitchburg Longsjo Classic
- 1994
  - 1a al Casper Classic i vencedora de 2 etapes
  - 1a al Mount Evans Hill Climb
  - Vencedora d'una etapa al Redlands Bicycle Classic
  - Vencedora d'una etapa a la Killington Stage Race